# Schutter
El río Schutter nace a una altitud de 680 m en el monte Hünersedel en la Selva Negra Central cerca de Schweighausen, un barrio del municipio Schuttertal en el distrito de Ortenau en Baden-Wurtemberg, Alemania. Después de 55 km desemboca en el Kinzig cerca de Kehl.

## Nacimiento, curso y afluentes
El Schutter nace en Hünersedel en la Selva Negra por encima de Schweighausen a una altitud de 680 metros, pero realmente comienza en el pueblo de Schweighausen en la confluencia de dos pequeños arroyos, el Geisbergbach y el Lohbach.
El Schutter discurre inicialmente hacia el oeste, luego, después de una curva casi en ángulo recto, hacia el norte a través de los municipios de Schuttertal y Seelbach. Luego fluye cada vez más formando un arco hacia el oeste de nuevo y pasa por el municipio de Lahr. El Schutter abandona entonces la Selva Negra y discurre en dirección norte, paralelo al río Rin, a través de la llanura del Alto Rin. Cruza las parroquias de Friesenheim, Neuried, Schutterwald, Kehl y Willstätt y desemboca en el Kinzig cerca de Kehl, unos pocos kilómetros antes de que el Kinzig se una al Rin.
Al final de la última edad de hielo, la glaciación Würm, el Schutter fluía, como otros ríos de la Selva Negra, paralelo al Rin en el todavía reconocible canal Kinzig-Murg.
Los principales afluentes del Schutter son el Sulzbach y el Unditz. 